# Pitoclides
Pitoclides (grec antic: Πυθοκλείδης, llatí: Pythocleides) fou un destacat músic del temps de Pèricles nadiu de l'illa de Ceos, però que va florir a Atenes sota el patronatge de Pèricles, a qui va ensenyar música, segons que diu Plutarc. També va ser un filòsof pitagòric que va tenir com a deixeble a Agàtocles.
És un dels músics al que s'atribueix l'invent de la música mixolídia.